# Azai
Azai (jap. 浅井氏 Azai-shi) – feudalny klan japoński wywodzący się z rodu Fujiwara. W okresie Sengoku byli rodziną daimyō z prowincji Ōmi (obecnie prefektura Shiga).

Kamon rodu Azai

Pod koniec XVI wieku wraz z klanem Asakura należeli do grupy przeciwników Nobunagi Ody. Zostali pokonani w bitwie nad rzeką Ane w 1570 r. Większość członków rodu zginęła w trakcie oblężenia siedziby rodu, zamku Odani, przez wojska Ody w 1573 r. Wtedy to Hisamasa i Nagamasa popełnili seppuku. Dziesięcioletni syn Nagamasy został przez zdobywców ukrzyżowany, a żona (Oichi) i trzy córki (Chacha, Ohatsu i Oeyo) zamknięte w klasztorze. Później poślubiły znaczących przywódców okresu Azuchi-Momoyama/Edo.

## Członkowie rodu
- Sukemasa Azai (1491-1546)
- Hisamasa Azai (1526-1573)
- Nagamasa Azai (1545-1573)